# Ieperse Heerweg
De Ieperse Heerweg is een landelijk gelegen straat in de Belgische gemeente Torhout die bestaat vanaf de middeleeuwen en waarvan delen mogelijk dateren uit de Romeinse tijd. Onder verschillende namen loopt de weg naar Staden.
De weg volgt een klein stuk van het tracé van de oude heerweg van Brugge over Torhout, Kortemark en Staden naar Ieper en Kassel. Daarvan komt ook de naam: de Ieperse Heerweg.  De weg werd in de 9e eeuw aangelegd door de graaf van Vlaanderen.  De naam "Ieperschen Heerweg" was minstens voor 1680 bekend.
Het deel dat nu deze naam draagt is 4,2 kilometer lang, maar onder andere namen loopt de straat door naar Staden, een totaalafstand van 11,6 kilometer. In het algemeen is de Ieperse Heerweg een typisch middeleeuwse weg. Tegenwoordig is het een straat met verspreide bebouwing die grotendeels door agrarisch gebied loopt.

## Verloop
De huidige straat loopt in ruime bochten overwegend iets zuidelijker dan zuidoost, beginnend in het zuiden van Torhout, bij de kruising met de Vredelaan (R34) en de Gitsstraat. Na kruispunt 't Schaakske kruist hij de Spanjaardstraat en loopt onder de naam Ieperstraat door de gemeente Kortemark. Kort na de Spanjaardstraat worden de spoorlijn Deinze–De Panne en de Staatsbaan (N35) gekruist naar het gehucht Kortemark-Elle, ten oosten van het centrum van Kortemark. Op het grondgebied van de gemeente Hooglede is de naam Delaeystraat en in Staden is het Bruggestraat. Daar loopt de straat uit op de Marktplaats en de Sint Jansstraat.
De oorspronkelijke route liep tot de Torrepoort of Torhoutpoort in Ieper.